# Stadtwaage (Kempten)

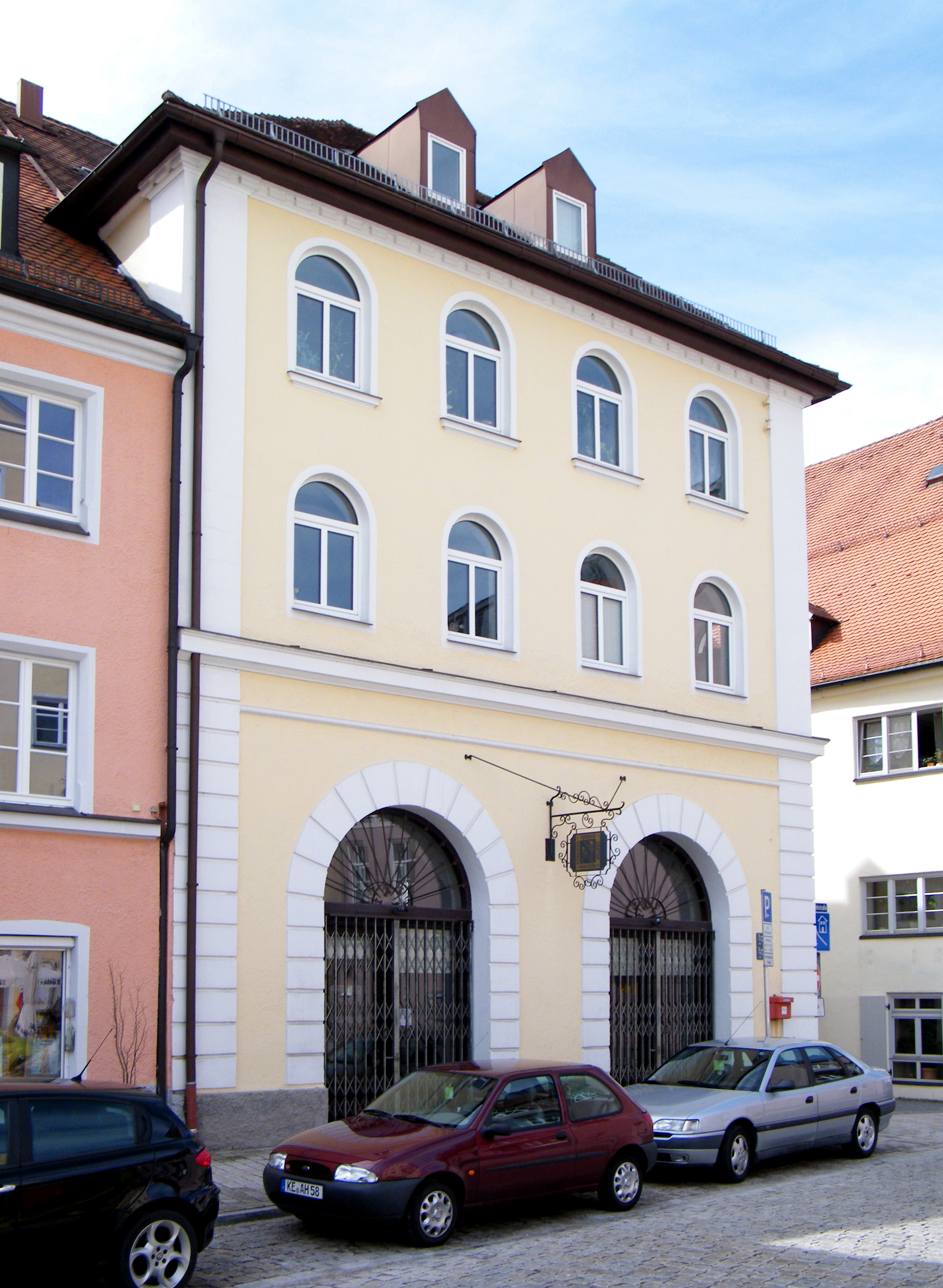
Ehemalige Waage an der Schützenstraße 6 in Kempten

Die ehemalige Stadtwaage ist ein denkmalgeschütztes Gebäude der kreisfreien Stadt Kempten (Allgäu). Das an der Schützenstraße 6 adressierte Bauwerk, das einst als Waage diente, zeigt klassizistische Elemente und stammt wohl aus dem zweiten Viertel des 19. Jahrhunderts.
Das Eckhaus ist dreigeschossig und schließt gegen den St.-Mang-Platz mit Putzquaderungen an den Ecken sowie um die beiden Rundbogenportale ab. Das Sockelgeschoss ist kreuzgratgewölbt.
Ein Gesims trennt hiervon die oberen Stockwerke ab: Bei den oberen Stockwerken sind die Hauskanten mit Ecklisenen gefasst. Die drei Fensterachsen setzen die Architektur des Sockelgeschosses fort und haben Rundbögen. Unter dem abgewalmten Dach ist der Übergang durch ein Zahnschnittgesims gebildet.